# ONBOARD
ONBOARD (ou Onboard Mobility Brasil LTDA), ex-OnBoard Mobility, é uma empresa de tecnologia fundada em 2015 por Luiz Renato M. Mattos, Marcel Cunha e Valter Santiago. Desde seu nascimento esteve focada na transformação digital do transporte público, buscando unir num aplicativo só todos os provedores de mobilidade das cidades, públicos e privados. Foi acelerada pela Startup Farm no Ahead Visa, pelo SEED do Governo de Minas Gerais e outros. Já recebeu aportes do Ford Fund Lab e Toyota Mobility Foundation.

## Solução
A ONBOARD surgiu com o propósito de digitalizar os sistemas de transporte público melhorando a experiência dos passageiros através dos métodos de pagamento. Ao tentar integrar a solução às bilhetagens eletrônicas tradicionais, enfrentaram uma enorme resistência dos atuais sistemas de bilhetagem. Isso motivou a ONBOARD a construir uma bilhetagem diferente, aberta e que não se desatualiza nunca. Baseada em APIs para possibilitar e facilitar integrações, a bilhetagem da ONBOARD já nasce integrada à telemetria, aplicativos e chatbots.
A Bilhetagem Digital é uma marca e conceito que compreendem soluções de Hardware e Software responsáveis pela transformação digital de sistemas de transporte público. Baseada no conceito ABT – Account Based Ticketing, onde todo cliente tem uma conta com o sistema que permite a integração com qualquer outro sistema de transporte ou serviço conveniado.

## Prêmios e reconhecimentos
Para criar uma lista de itens, use um asterisco no início de cada linha:
- 2016 Vencedora Ahead Visa
- 2018 Apoiada pelo Ford Fund Lab
- 2018 Finalista InoveMob do WRI Brasil[5]
- 2019 Indicada e menção honrosa no Bots Brasil Awards[6]
- 2019 Finalista do programa de aceleração SEED do Governo de Minas Gerais[7]
- 2019 Vencedora do desafio Coletivo da Associação Nacional das Empresas de Transportes Urbanos (NTU)[8]
- 2020 TOP Mobilidade no Ranking 100 Open Startups[9]